# اسکای استینگ
اسکای استینگ که قبلاً با نام اسکای اسپیر شناخته می‌شد، یک موشک هوا به هوای دوربرد نسل ششم است که توسط شرکت رافائل توسعه یافته است. این موشک در نمایشگاه هوایی پاریس در سال ۲۰۲۳ رونمایی شد.